# Lịch sự
Lịch sự (hay còn gọi phép lịch sự, tiếng Anh: politeness)  là cách cư xử hay phép xã giao tốt trong xã hội loài người. Mục đích của phép lịch sự là làm thỏa mãn và hài lòng các bên.

## Định nghĩa từ
Từ tiếng Anh sát nghĩa nhất với từ lịch sự trong tiếng Việt là politeness. Theo Hoàng Phê vài nhà nghiên cứu, lịch sự mang nghĩa là "có cách cư xử lịch thiệp và biết tuân theo lề lối chuẩn mực xã hội trong giao tiếp". Theo quan điểm truyền thống Việt Nam thì lịch sự còn bao gồm khái niệm lễ, một từ Hán Việt có gốc là chữ li nghĩa là "lễ nghi".

## Phân loại
Hai nhà nhân chủng học Penelope Brown và Stephen Levinson xác định có hai loại lịch sự dựa trên khái niệm của Erving Goffman theo biểu cảm khuôn mặt:
- Lịch sự tiêu cực: tạo ra một yêu cầu (xin phép) ít rắc rối, ví dụ: "Nếu anh không phiền..." hoặc "Nếu điều đó không quá rắc rối".
- Lịch sự tích cực: luôn tìm kiếm để thiết lập mối quan hệ tốt đẹp giữa các bên, tôn trọng nhu cầu cá nhân.

Theo vài nghiên cứu
thì phụ nữ có vẻ dùng nhiều cử chỉ lịch sự hơn đàn ông, mặc dù sự khác biệt chính xác đó là không rõ ràng. Đa số nghiên cứu hiện tại cho thấy sự khác biệt giới tính ở cách sử dụng phép lịch sự thì rất phức tạp.